# العلاقات العراقية المغربية
العلاقات العراقية المغربية هي العلاقات الثنائية التي تجمع بين العراق والمغرب.

## مقارنة بين البلدين
هذه مقارنة عامة ومرجعية للدولتين:
| وجه المقارنة                                              | العراق                       | المغرب                          |
| --------------------------------------------------------- | ---------------------------- | ------------------------------- |
| المساحة (كم2)                                             | 437.07 ألف                   | 710.85 ألف                      |
| عدد السكان (نسمة)                                         | 38.27 مليون                  | 36.07 مليون                     |
| الكثافة السكانية (ن./كم²)                                 | 87.56                        | 50.74                           |
| العاصمة                                                   | بغداد                        | الرباط                          |
| اللغة الرسمية                                             | اللغة العربية، اللغة الكردية | اللغة العربية، اللغة الأمازيغية |
| العملة                                                    | دينار عراقي                  | درهم مغربي                      |
| الناتج المحلي الإجمالي (بليون دولار)                      | 197.72 مليار                 | 109.14 مليار                    |
| الناتج المحلي الإجمالي (تعادل القوة الشرائية) بليون دولار | 560.73 مليار                 | 274.06 مليار                    |
| الناتج المحلي الإجمالي الاسمي للفرد دولار أمريكي          | 4.94 ألف                     | 2.88 ألف                        |
| الناتج المحلي الإجمالي للفرد دولار أمريكي                 | 15.06 ألف                    | 7.49 ألف                        |
| مؤشر التنمية البشرية                                      | 0.654                        | 0.628                           |
| رمز المكالمات الدولي                                      | +964                         | +212                            |
| رمز الإنترنت                                              | .iq                          | .ma                             |
| المنطقة الزمنية                                           | ت ع م+03:00، ت ع م+04:00     | ت ع م+01:00                     |

## مدن متوأمة
في ما يلي قائمة باتفاقيات التوأمة بين مدن عراقية ومغربية:
- ترتبط بغداد مع الرباط باتفاقية توأمة منذ 1989.
- جددت جمهورية العراق "التأكيد على موقفها الثابت والداعم للوحدة الترابية للمملكة المغربية"، وتشيد "بمخطط الحكم الذاتي" لحل النزاع بشأن قضية الصحراء المغربية.

## منظمات دولية مشتركة
يشترك البلدان في عضوية مجموعة من المنظمات الدولية، منها:
| علم المنظمة | اسم المنظمة                                 | تاريخ انضمام العراق | تاريخ انضمام المغرب |
| ----------- | ------------------------------------------- | ------------------- | ------------------- |
|             | الصندوق العربي للإنماء الاقتصادي والاجتماعي | ?                   | ?                   |
|             | مؤسسة التنمية الدولية                       | 29 ديسمبر 1960      | 29 ديسمبر 1960      |
|             | يونسكو                                      | 21 أكتوبر 1948      | 7 نوفمبر 1956       |
|             | وكالة ضمان الاستثمار متعدد الأطراف          | 6 أكتوبر 2008       | 17 سبتمبر 1992      |
|             | الأمم المتحدة                               | 21 ديسمبر 1945      | 12 نوفمبر 1956      |
|             | الاتحاد البريدي العالمي                     | ?                   | ?                   |
|             | جامعة الدول العربية                         | 22 مارس 1945        | 1 أكتوبر 1958       |
|             | البنك الدولي للإنشاء والتعمير               | 27 ديسمبر 1945      | 25 أبريل 1958       |
|             | صندوق النقد العربي                          | ?                   | ?                   |
|             | المصرف العربي للتنمية الاقتصادية في أفريقيا | ?                   | ?                   |
|             | منظمة التعاون الإسلامي                      | ?                   | 25 سبتمبر 1969      |
|             | منظمة حظر الأسلحة الكيميائية                | ?                   | ?                   |
|             | مؤسسة التمويل الدولية                       | 27 ديسمبر 1956      | 30 أغسطس 1962       |
|             | الاتحاد الدولي للاتصالات                    | 12 نوفمبر 1928      | 1 نوفمبر 1956       |
|             | منظمة الشرطة الجنائية الدولية               | ?                   | ?                   |

## أعلام
هذه قائمة لبعض الشخصيات التي تربطها علاقات بالبلدين:
- السموأل بن يحيى المغربي (عالم رياضياتي ومهندس وطبيب مسلم، 1130 – 1180)
- اليعقوبي (القرن التاسع[19][20] – 897[19][20])
- شذى حسون (مغنية عراقية مغربية، 3 مارس 1981 – )

## وصلات خارجية
- موقع وزارة الخارجية العراقية
- موقع وزارة الخارجية المغربية